# Genny
Genny è una azienda di abbigliamento fondata nel 1962 ad Ancona.

## Storia
Genny nasce come marchio con il quale Arnaldo Girombelli produceva abbigliamento femminile (inizialmente gonne e camicette) all'interno della propria boutique ad Ancona nel 1962. Il successo del marchio, e l'interesse della clientela intorno alla produzione artigianale di Girombelli è tale che l'imprenditore chiama ad affiancarlo nel 1976, la stilista, e sua futura moglie, Donatella Ronchi, che alla morte dell'uomo, nel 1980, prenderà il suo posto alla direzione della griffe.
Nel 1968 viene aperto il primo stabilimento del marchio, e nel 1973 verrà assunto in forze all'azienda lo stilista Gianni Versace, che continuerà a lavorare per l'azienda fino all'inizio degli anni novanta, creando, tra le altre, la linea giovane Byblos, che, nata nel 1973, dal 1983 diverrà un marchio indipendente. Versace sarà soltanto il primo di una lunga serie di stilisti che debutteranno nell'azienda per poi intraprendere fortunatissime carriere in proprio, come Claude Montana, Keith Varty, Alan Cleaver, Dolce e Gabbana, Christian Lacroix, Rebecca Moses, John Bartlett, Richard Tyler e Josephus Thimister.
Nel 1984 Donatella Ronchi viene invitata alla Casa Bianca, in occasione della manifestazione Princesse Grace Foundation, tenutasi a Washington, dove presenta la propria collezione. Si tratta della prima volta che una casa di moda italiana ha una opportunità così prestigiosa, che permette all'azienda nel 1987 di essere scelta come in rappresentanza dell'Italia a New York, in occasione delle celebrazioni per il Columbus Day. Nello stesso anno la Ronchi viene insignita del titolo di commendatore dell'Ordine al merito della Repubblica italiana.
Sempre nel 1987, sotto la guida di Donatella Ronchi, e del figlio Leonardo Girombelli, Genny diventa una holding finanziaria, e la presenza del marchio sul mercato estero diventa più importante. In effetti già da metà anni novanta, il marchio Genny è distribuito in America, Europa, Giappone e Asia, mentre la produzione si è allargata ai Profumi, agli accessori, agli occhiali ed alle scarpe.
Nel giugno 2001, Genny entra a far parte del gruppo Prada, con un accordo che permetta alla famiglia Girombelli di mantenere il proprio ruolo di direzione del marchio e garantendo l'attuale livello di occupazione. Nel settembre 2002 viene assunto come nuovo stilista del marchio il trentasettenne Francisco Rosas.
Nel mese di marzo del 2011, dopo qualche anno di "sospensione" della produzione distribuzione della collezione Genny da parte del gruppo Prada, il marchio è stato acquistato dalla nota azienda veronese Swinger International S.p.A., con l'obbiettivo di rilanciare a livello mondiale uno dei marchi che hanno fatto e rappresentato la moda italiana nel mondo. Dal 2011 al 2013 le collezioni per il marchio sono disegnate da Gabriele Colangelo, che ha presentato a Milano, nel settembre 2011, la sua prima collezione (primavera-estate 2012) in qualità di direttore creativo di Genny.

## Marchi
- Genny Moda
- Genny Due
- Complice
- Byblos
- Montana Donna
- Montana Uomo